# 毛振华
毛振华（1964年1月20日—），湖北省石首人，是中诚信集团的创始人及董事长，也是中国人民大学经济研究所联席所长及武汉大学董辅礽经济社会发展研究院院长、香港大学教授、社会科学院兼职教授。

## 简介
毛振华1979 年至1983年就读于武汉大学经济系，1996年获得武汉大学经济学博士学位，曾先后在湖北省统计局、湖北省委政策研究室、海南省政府研究中心、国务院研究室等单位从事经济研究工作，被评为「改革开放40年百名杰出企业家」。
毛振华在宏观经济、资本市场、信用评级理论方面有较多的研究成果，出版了《资本化企业制度论》、《信用评级——前沿理论与实践》等著作，并发起和主持了多次相关的国际研讨会。此外，他也主持编写了中国首部《健康经济学》教科书，并受聘国务院深化医改领导小组第二届专家咨询委员会委员。

## 人物著作
1. 《中国地方政府债券蓝皮书——中国地方政府债券发展报告（2022）》，社会科学文献出版社，2022年5月，毛振华等主编；
2. 《中国地方政府债券蓝皮书——中国地方政府债券发展报告（2021）》，社会科学文献出版社，2021年3月，毛振华等主编；
3. 《稳增长与防风险：中国经济双底线政策的形成与转换》，社会科学文献出版社，2020年9月，专著；
4. 《毛振华自选集（中国人民大学经济学院教授文选）》，中国人民大学出版社，2020年7月，专著；
5. 《双底线思维：中国宏观经济政策的实践和探索》，中国人民大学出版社，2020年5月，专著；
6. 《健康经济学》，人民卫生出版社，2020年4月，主编；
7. 《中国地方政府与融资平台债务分析报告》，社会科学文献出版社，2018年12月，毛振华等编著；
8. 《中国债券市场信用风险与违约案例研究》，中国社会科学出版社，2018年10月，毛振华等著；
9. 《企业扩张与融资》，中国人民大学出版社，2017年8月，专著；
10. 《稳增长与防风险双底线的中国宏观经济（2016-2017）》，中国社会科学出版社，2016年12月，毛振华等著；
11. 《“债务—通缩”压力与债务风险化解》，中国社会科学出版社，2016年6月，毛振华等著；
12. 《一带一路沿线国家主权信用风险报告》，经济日报出版社，2015年5月，毛振华等著；
13. 《国家负债能力与主权评级研究》，中国金融出版社，2015年4月，毛振华等编著；
14. 《信用评级——前沿理论与实践》，中国金融出版社，2007年9月，毛振华等编著；
15. 《资本化企业制度论》，商务印书馆，2001年4月，专著；

## 学术论文
1. 毛振华等，《政治关联加剧了企业金融化吗——来自中国民营企业的经验证据》，湖南大学学报(社会科学版)，2022年3月；
2. 毛振华等，《数据要素市场化的核心》，中国金融，2021年12月；
3. 毛振华等，《我国近年两轮结构性去杠杆的比较与思考》，财政科学，2021年5月；
4. 毛振华等，《健康支出拉动我国经济增长的潜力研究》，《中国卫生经济》，2020年第11期；
5. 毛振华等，《加快发展中国特色的健康经济学》 ，《管理世界》，2020年第2期。
6. 毛振华等，《“一带一路”沿线国家吸引国际直接投资的制度建设研究——中国“渐进式改革”经验与借鉴》，《经济理论与经济管理》，2017年第10期；
7. 中国人民大学宏观经济分析与预测课题组，毛振华等，《稳增长和防风险双底线下的宏观经济——2016年宏观经济形势分析与2017年预测》，《经济理论与经济管理》，2017年第1期；
8. 毛振华，《对信用评级的再认识》，《中国金融》，2013年第13期；
9. 毛振华，《完善信用评级制度 有效防范金融风险》，《金融研究》，1998年第7期。
10. 毛振华，《湖北省城市功能的历史沿革及其演化机制初探》，《湖北社会科学》，1988年第3期；